# كلايف غرين
كلايف غرين (بالإنجليزية: Clive Green)‏ (6 ديسمبر 1959 ببورتسموث في المملكة المتحدة - ) هو لاعب كرة قدم بريطاني في مركز الهجوم. لعب مع نادي بورتسموث ويوفل تاون وماديستون يونايتد ‏.